# Huracán Diana (1984)
El huracán Diana fue la tormenta más fuerte de la temporada de huracanes en el Atlántico de 1984, y el primer huracán mayor en golpear la costa este de los Estados Unidos en casi 20 años. Causó daños moderados en Carolina del Norte e hizo una pirueta antes de tocar como un huracán categoría 2.

## Historia meteorológica

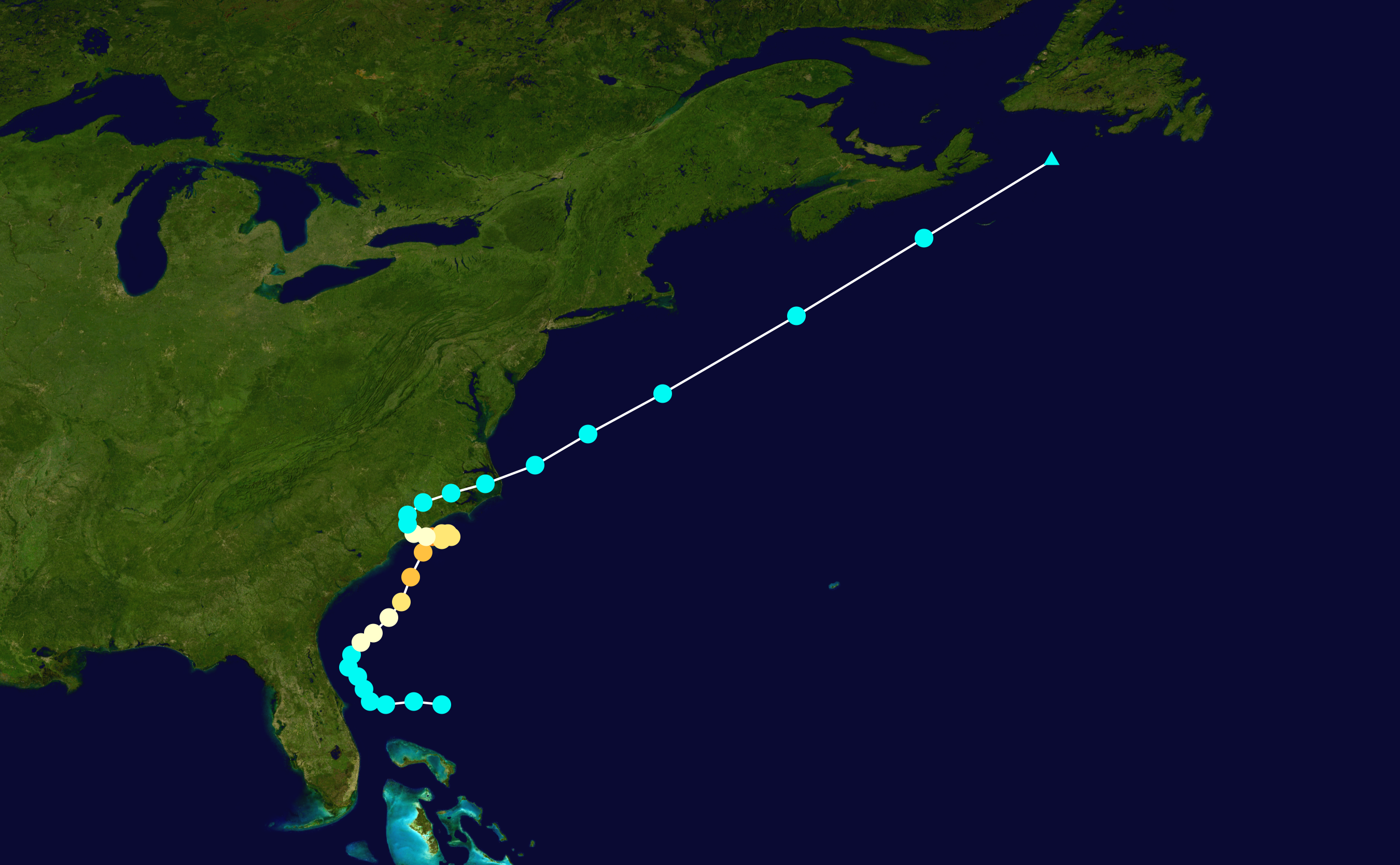
Trayectoria del huracán Diana, perteneciente a la temporada de huracanes en el Atlántico de 1984, siguiendo los colores de la escala de huracanes de Saffir-Simpson.